# Diocèse de Chengdu

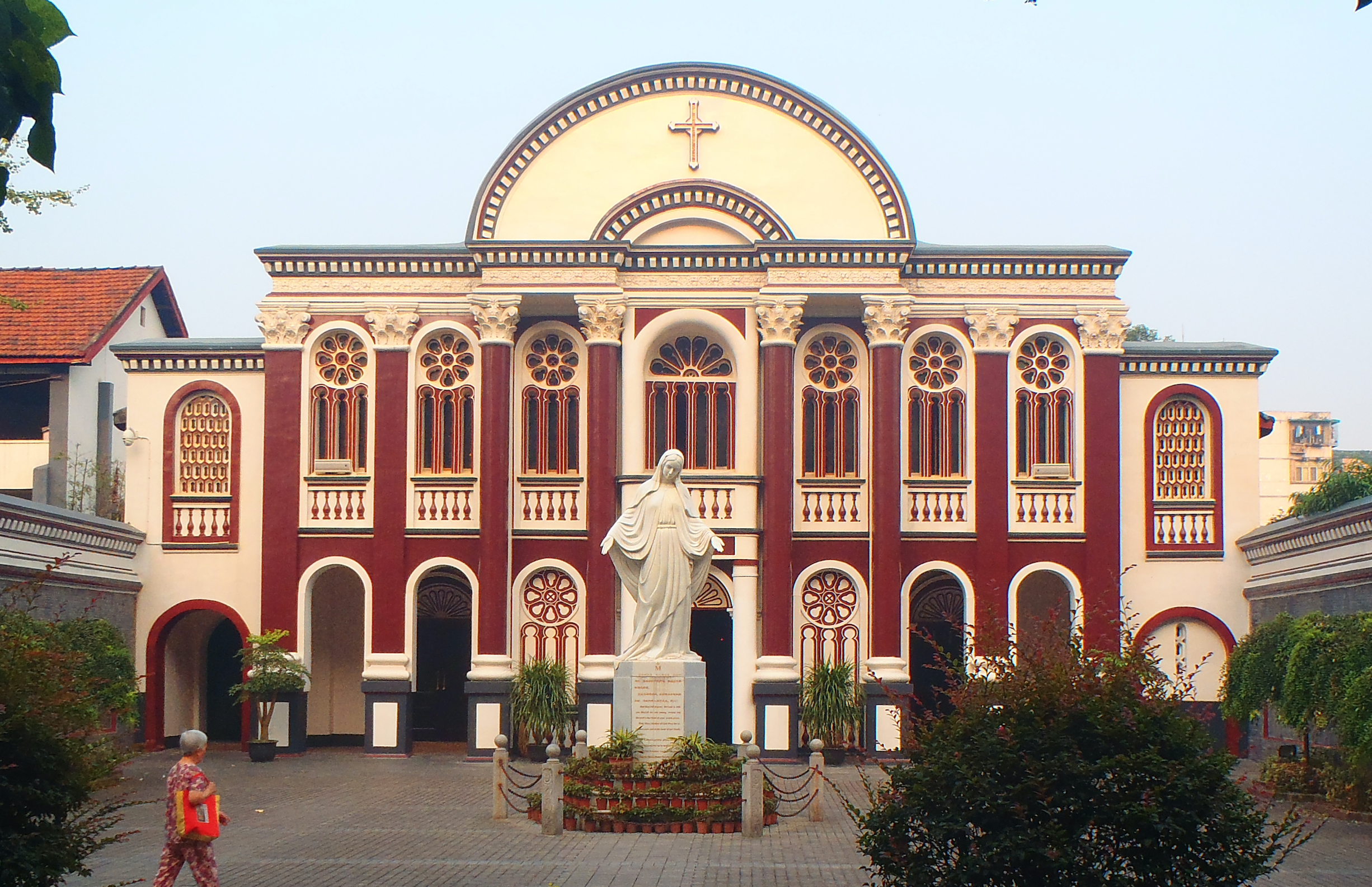
Vue de la cathédrale de l'Immaculée-Conception de Chengdu

Le diocèse de Chengdu (en latin : Dioecesis Cemtuana, autrefois Cheng-Tu) est un diocèse catholique de l'Église catholique au Sichuan, suffragant de l'archidiocèse de Chongqing. Il fut longtemps confié aux missionnaires français. Il a cinquante-deux paroisses.

## Historique

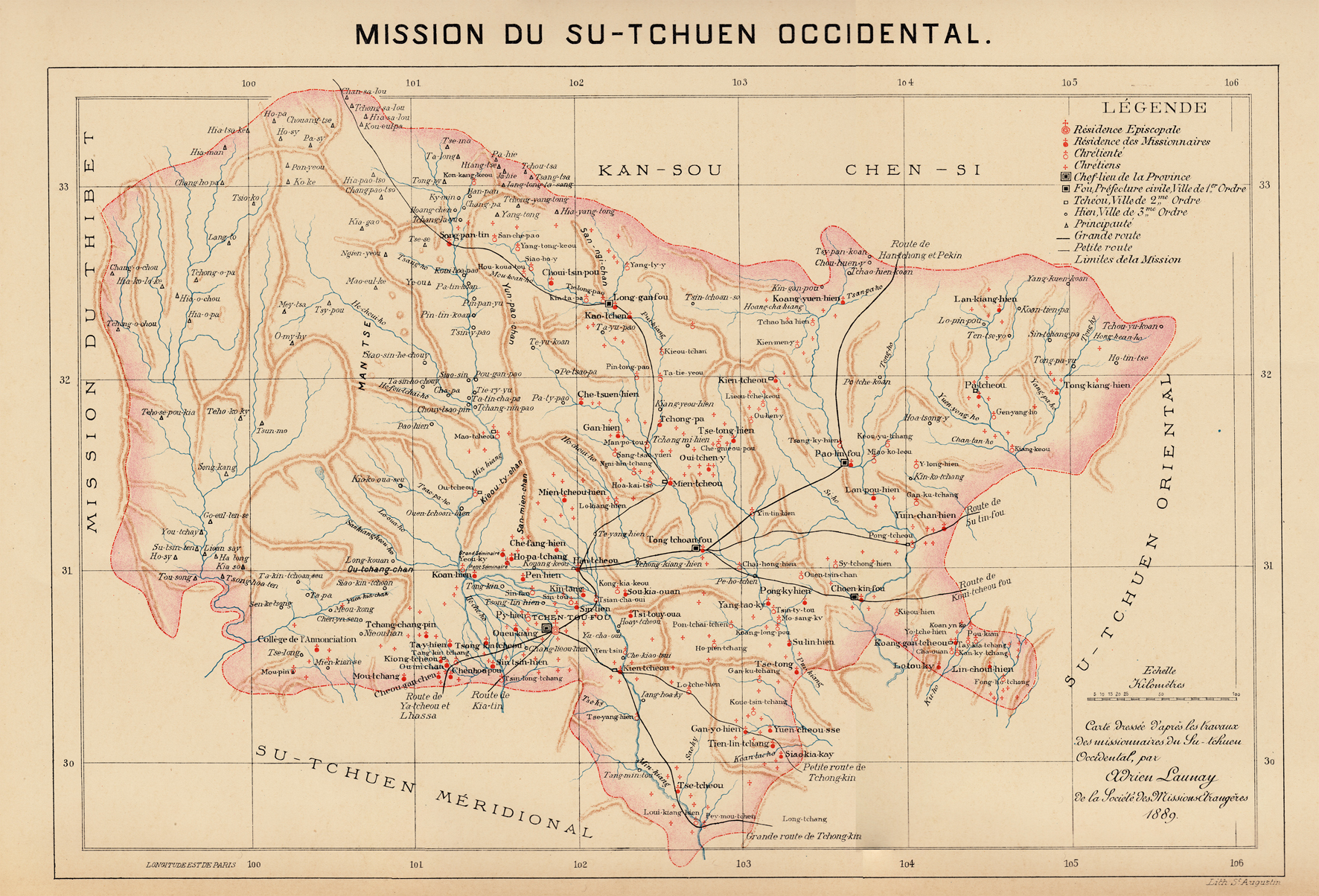
Carte dressée d'après les travaux des missionnaires du Su-tchuen occidental, par Adrien Launay, 1889.

- 15 octobre 1696 : création du vicariat apostolique de Sétchouan (Su-tchuen), détaché du vicariat apostolique de Fou-tchéou (Fuzhou aujourd'hui), confié aux missions étrangères de Paris.
- 2 avril 1856 : renommé en vicariat apostolique du Sétchouan ouest-septentrional
- 3 décembre 1924 : renommé vicariat apostolique de Chengdu (Tchen-tou-fou)
- 11 avril 1946 : élevé au rang de diocèse de Chengdu par la bulle Quotidie Nos de Pie XII[1].
- 1953 : le dernier évêque français, Mgr Pinault, mep, est expulsé par le régime communiste.
- L'évêque actuel, Liu Xianruy, a été nommé par les autorités de l'association patriotique sans le consentement du Saint-Siège. Cette association a ouvert un séminaire interrégional en 1984.

## Évêques
- Arthus de Lionne, mep, 22 octobre 1696 - 2 août 1713, décédé
- Johannes Müllener, cm, 15 septembre 1715 - 17 décembre 1742, décédé
- Louis-Marie Maggi, op, 17 décembre 1742 - 20 août 1743, décédé
- François Pottier, mep, 24 janvier 1767 - 28 septembre 1792, décédé

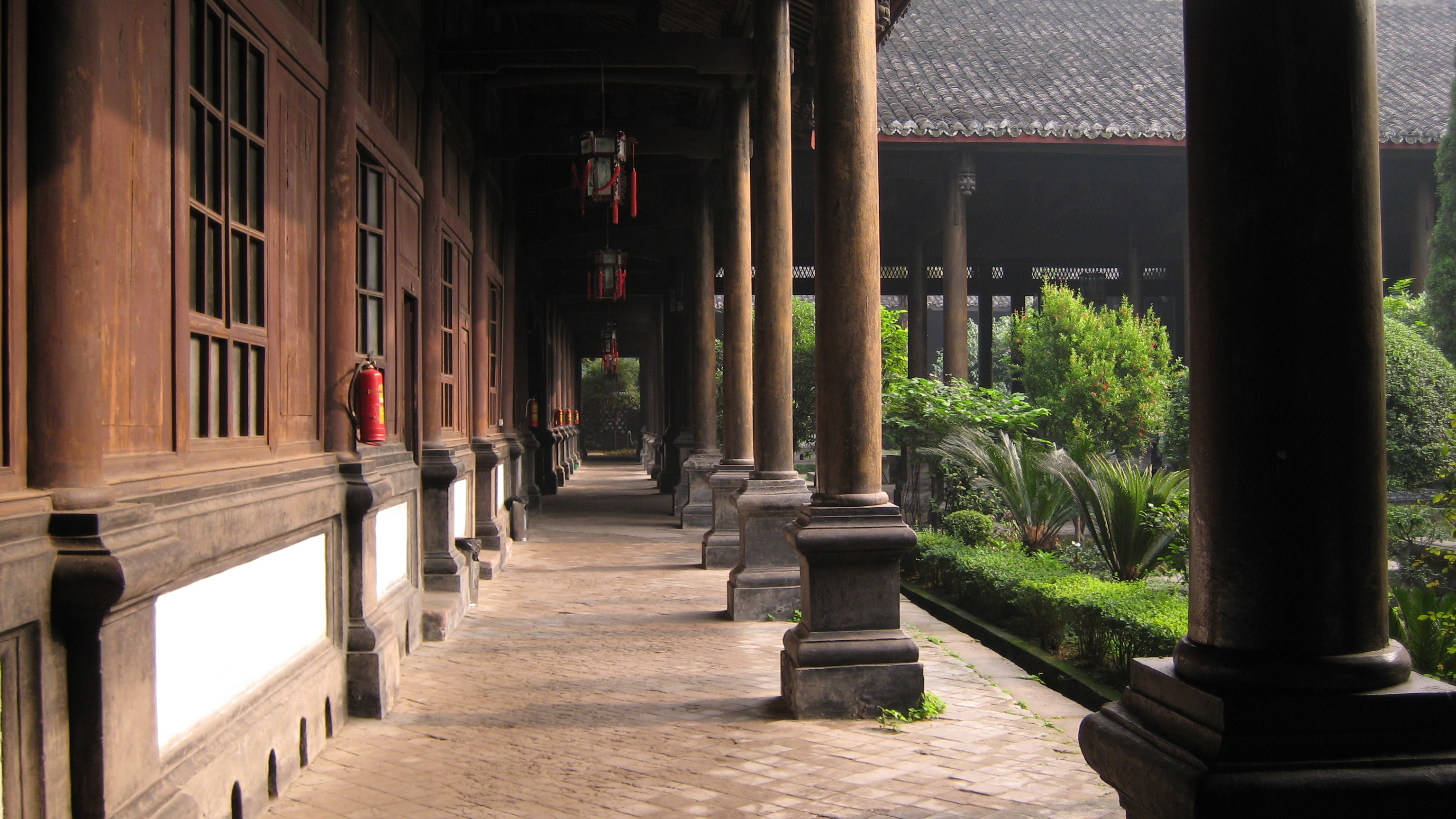
Cour de l'ancien séminaire du diocèse attenant à la cathédrale

- Joachim de Martiliat, mep, 20 août 1743 - 24 août 1755, décédé
- Jean-Didier de Saint-Martin, 28 septembre 1792 - 15 novembre 1801, décédé
- Jean-Gabriel-Taurin Dufresse, mep, 15 novembre 1801 - 14 septembre 1815, exécuté, canonisé en 2000
- Jacques-Louis Fontana, mep, juillet 1817 - 11 juillet 1838, décédé
- Jacques-Léonard Pérocheau, mep, 11 juillet 1838 - 6 mai 1861, décédé
- Annet-Théophile Pinchon, mep, 6 mai 1861 - 26 octobre 1891, décédé
- Julien Dunand, mep, 21 avril 1893 - 4 août 1915, décédé
- Jacques-Victor-Marius Rouchouse, mep, 28 janvier 1916 - 20 décembre 1948, décédé
- Henri Pinault, mep, 14 juillet 1949 - 1983, expulsé en 1953, démission